# Charlie & Co (1964)
Charlie & Co ist ein Dokumentarfilm des DEFA-Studios für Wochenschau und Dokumentarfilme von Jürgen Böttcher aus dem Jahr 1964.

## Handlung
Die Kamera fährt durch eine Werkhalle, in der Männer und Frauen des VEB Magdeburger Armaturenwerke „Karl Marx“ an ihren Drehbänken stehen und arbeiten. In einer zweiten Einstellung sieht man die Männer im Waschraum während sie sich abtrocknen und einer dabei einen einarmigen Handstand macht. Das ist ein Hinweis darauf, dass es sich hier zum Teil um Mitglieder des Amateurzirkus des Werkes handelt, die anschließend zur Hauptprobe ihrer Aufführung ins Kulturhaus gehen. Auch andere Angehörige des Betriebes, die am Tage komplizierte Messgeräte bauen und die mit zu Charlies Truppe gehören, sind dorthin unterwegs.
Hier ist bereits das Orchester mit flotten Rhythmen am Proben. Die Musiker werden den ganzen Film mit ihrer Musik begleiten. Während auf der Bühne bereits einige Turner ihre Übungen am Barren vollführen und auf dem Parkett eine junge Frau auf dem Kunstrad ihre Übungen absolviert, arbeiten weitere Artisten an ihren Programmen. So trägt ein Kollege auf der Stirn eine Stange, auf der sich wiederum eine Frau befindet, während er selbst auf einem Rollbrett steht. Nachdem die Radkünstlerin den Platz unterhalb der Bühne geräumt hat, treten jeweils die Männer- und Frauengruppe mit turnerischen Übungen auf einer Bodenmatte und am Trapez in Aktion. 
Am Boden sorgen danach zwei Clowns für Heiterkeit unter den Mitwirkenden, während auf der Bühne das Seil für die Seiltänzer aufgebaut wird, die auch anschließend gleich mit ihren Darbietungen beginnen. Natürlich darf auch ein Zauberkünstler nicht fehlen, der auch das Publikum in seine Illusionen mit einbezieht und dafür viel Beifall bekommt. Nun ist es an der Zeit, sich für die Vorstellung vorzubereiten. Die Künstler kostümieren und schminken sich und warten auf das Publikum. Da die Kamera die Artisten bereits bei der Hauptprobe beobachtet hat, braucht sie nun in der Schau nicht zu stören. Also toi, toi, toi!

## Produktion und Veröffentlichung
Charlie & Co wurde unter dem Arbeitstitel Laienschaffen in der DDR im Auftrag des Ministeriums für Auswärtige Angelegenheiten der DDR als Schwarzweißfilm hergestellt. 
Die Erstaufführung fand am 24. April 1964 statt. Der Film wurde wieder etwa 2024 im Berliner Kino Babylon gezeigt.